# Alexa Davalos
Alexa Davalos Dunas (ur. 28 maja 1982 w Paryżu) – amerykańska aktorka.

## Życiorys

### Wczesne lata
Alexa Davalos urodziła się w Paryżu jako córka Amerykanów – fotografa Jeffa Dunasa i aktorki Elyssy Davalos, córki aktora Richarda Davalosa. Dzieciństwo spędziła we Francji i Włoszech.
Ma pochodzenie hiszpańskie i fińskie po stronie matki. Od strony ojca ma korzenie żydowskie, jej pradziadkowie żyli w Wilnie na Litwie. Wychowywała się bez religii. Gdy w wieku około 7 lat przybyła z rodziną do Los Angeles, uczęszczała do Temple Emanuel i uczyła się hebrajskiego.
Plany aktorskie utrzymywała w tajemnicy przed rodziną, zanim jej kariera nie zaczęła się rozwijać.

### Kariera
W 2002 roku wystąpiła w filmie krótkometrażowym The Ghost of F. Scott Fitzgerald, w którym wcieliła się w rolę Bess Gunther. Film ten był wyświetlany na 27 Międzynarodowym Festiwalu Filmowym w Toronto. W tym samym roku zagrała także rolę dziewczyny Eddiego Vance'a w filmie Coastlines, aktorka nie została jednak wymieniona w napisach końcowych.
W międzyczasie grała role epizodyczne w serialach telewizyjnych, takich jak Anioł ciemności czy Studenciaki.
We wrześniu 2003 roku wystąpiła wspólnie z Antonio Banderasem w filmie telewizyjnym Pancho Villa we własnej osobie. Jej pierwszym poważnym filmem fabularnym były nakręcone rok później Kroniki Riddicka.
Kolejne lata przyniosły role w filmach, takich jak melodramat Smaki miłości, Mgła Franka Darabonta czy Opór, film wojenny opowiadający historię żydowskich partyzantów, w którym wystąpiła u boku Daniela Craiga.
W 2010 roku wcieliła się w postać etiopskiej królewny Andromedy w filmie Starcie tytanów u boku takich aktorów jak Ralph Fiennes, Liam Neeson, czy Sam Worthington. Nie powróciła jednak w sequelu Gniew tytanów ze względu na konflikty w harmonogramie, a zastąpiła ją w tej roli Rosamund Pike.
W 2013 roku ponownie nawiązała współpracę z Frankiem Darabontem wcielając się w postać Jasmine Fontaine w serialu telewizyjnym Mob City.
W 2015 roku wystąpiła w roli Juliany Crain w serialu Człowiek z Wysokiego Zamku. Była to jedna z głównych ról, a aktorka zagrała we wszystkich 40 odcinkach produkcji.
W 2019 roku zagrała rolę Beth Quinn w dwóch odcinkach serialu The Punisher, występując u boku Jona Bernthala, z którym spotkała się już wcześniej na planie Mob City. Od 2021 roku wciela się w postać agentki specjalnej Kristin Gaines w dramacie kryminalnym FBI: Most Wanted.

## Życie prywatne
19 maja 2019 roku poślubiła aktora Josha Stewarta. Występowali wspólnie w drugim sezonie serialu The Punisher.

## Filmografia
| Filmy |                                  |                  |                            |                          |                      |
| Rok   | Tytuł oryginalny                 | Tytuł polski     | Rola                       | Uwagi                    | Źr                   |
| 2002  | Coastlines                       | –                | dziewczyna Eddiego Vance'a | niewymieniona w napisach | [ 12 ] [ 13 ]        |
| 2002  | The Ghost of F. Scott Fitzgerald | –                | Bess Gunther               | film krótkometrażowy     | [ 12 ] [ 14 ]        |
| 2004  | The Chronicles of Riddick        | Kroniki Riddicka | Jack / Kyra                |                          | [ 12 ] [ 14 ] [ 15 ] |
| 2007  | Feast of Love                    | Smaki miłości    | Chloe Barlow               |                          | [ 12 ] [ 14 ] [ 15 ] |
| 2007  | The Mist                         | Mgła             | Sally                      |                          | [ 12 ] [ 14 ] [ 15 ] |
| 2008  | Defiance                         | Opór             | Lilka Ticktin              |                          | [ 12 ] [ 14 ] [ 15 ] |
| 2010  | Clash of the Titans              | Starcie tytanów  | Andromeda                  |                          | [ 12 ] [ 14 ] [ 15 ] |

| Produkcje telewizyjne |                                      |                                |                                  |                                          |                             |
| Rok                   | Tytuł oryginalny                     | Tytuł polski                   | Rola                             | Uwagi                                    | Źr                          |
| 2002                  | Untitled Secret Service Project      | –                              | Eliza Randolph                   | odcinek pilotażowy serialu telewizyjnego | [ 12 ]                      |
| 2002                  | Undeclared                           | Studenciaki                    | Susan                            | odcinek: „The Day After”                 | [ 12 ] [ 16 ]               |
| 2002–2003             | Angel                                | Anioł ciemności                | Gwen Raiden                      | 3 odcinki                                | [ 12 ] [ 15 ]               |
| 2003                  | And Starring Pancho Villa as Himself | Pancho Villa we własnej osobie | Teddy Sampson                    | film telewizyjny                         | [ 12 ] [ 15 ]               |
| 2005–2006             | Reunion                              | –                              | Samantha Carlton                 | główna rola, 13 odcinków                 | [ 12 ] [ 15 ]               |
| 2006                  | Surrender Dorothy                    | Poddaj się, Dorotko            | Sara                             | film telewizyjny                         | [ 12 ] [ 15 ]               |
| 2007                  | Raines                               | –                              | Sandy Boudreau                   | odcinek: „Pilot”                         | [ 12 ] [ 13 ]               |
| 2013                  | Mob City                             | –                              | Jasmine Fontaine                 | główna rola, 6 odcinków                  | [ 9 ] [ 12 ] [ 15 ]         |
| 2015–2019             | The Man in the High Castle           | Człowiek z Wysokiego Zamku     | Juliana Crain                    | główna rola, 40 odcinków                 | [ 10 ] [ 12 ] [ 14 ] [ 15 ] |
| 2019                  | The Punisher                         | –                              | Beth Quinn                       | 2 odcinki                                | [ 12 ] [ 17 ]               |
| 2021–obecnie          | FBI: Most Wanted                     | –                              | agentka specjalna Kristin Gaines | główna rola, 44 odcinki                  | [ 12 ] [ 15 ] [ 18 ]        |